# Suverénní stát

Členské státy Organizace spojených národů (OSN), jak jsou definovány OSN. Všichni členové OSN jsou suverénní státy, i když ne všechny suverénní státy jsou nutně členy.

Suverénní stát je politická entita, která je reprezentovaná jednou centralizovanou vládou, která má suverenitu nad určitou oblastí. Mezinárodní právo definuje suverénní stát jako území se stálým obyvatelstvem, definovaným územím, jednou vládou a schopností vstupovat do vztahů s ostatními suverénními státy. Suverénní stát se také obvykle považuje za svobodný. Podle deklarativní teorie státnosti může suverénní stát existovat, aniž by jej ostatní suverénní státy uznaly. Pro neuznané státy bude často obtížné uplatnit celou svoji pravomoc uzavřít smlouvu nebo navázat diplomatické vztahy s jinými suverénními státy.